# Most przedbiodrowy
Most przedbiodrowy (łac. praecoxale, ang. precoxal bridge, precoxale) – element endoszkieletu tułowia owadów.
Most przedbiodrowy zlokalizowany jest z przodu od trochantinu i biodra. Stanowi część pleuronu ciągnącą się ku dołowi od episternum i zwykle zlaną ze basisternum, łącząc sternit z pleurytem. Most ten może się kończyć na wałeczku infrakoksalnym. Niekiedy most ten nie jest połączony ani ze sternitem ani z episternum, stanowiąc wówczas oddzielny skleryt.
Most przedbiodrowy jest zwykle szerszy od zabiodrowego. Obie struktury występują wśród owadów dość powszechnie, zarówno w przedtułowiu jak i segmentach skrzydłotułowia.